# أرت هيكمان
أرت هيكمان (بالإنجليزية: Arthur George Hickman)‏ هو عازف جاز أمريكي، ولد في 13 يونيو 1886 في أوكلاند في الولايات المتحدة، وتوفي في 16 يناير 1930 في سان فرانسيسكو في الولايات المتحدة.

## وصلات خارجية
- أرت هيكمان على موقع IMDb (الإنجليزية)
- أرت هيكمان على موقع ميوزك برينز (الإنجليزية)
- أرت هيكمان على موقع ديسكوغز (الإنجليزية)